# Vereniging voor Gereformeerd Schoolonderwijs
De Vereniging voor Gereformeerd Schoolonderwijs (VGS) is een Nederlandse besturenorganisatie die werd opgericht op 4 januari 1921. De VGS is de besturenorganisatie van het reformatorisch onderwijs, in de begintijd nog gereformeerde scholen genoemd. Haar leden zijn reformatorische scholen voor primair onderwijs en voortgezet onderwijs, alsmede een mbo- en een hbo-instelling.

## Geschiedenis
De oprichter van de VGS is ds. G.H. Kersten geweest, de man die tevens de SGP oprichtte. De vereniging kende een voorspoedige groei. Het bestuur bestond aanvankelijk geheel uit leden van de Gereformeerde Gemeenten. Later stond het ook open voor leden van andere gereformeerde kerkgenootschappen. Het bestuur bestaat anno 2016 uit personen behorende tot de Gereformeerde Gemeenten, de Hersteld Hervormde Kerk, Protestantse Kerk in Nederland, de Christelijke Gereformeerde Kerken en de Oud Gereformeerde Gemeenten in Nederland.
Na de Tweede Wereldoorlog groeide het aantal scholen dat lid werd van de VGS. Ook werden er vanaf de jaren 60 reformatorische scholen voor voortgezet onderwijs opgericht. In 2015 zijn er zeven scholen voor reformatorisch voortgezet onderwijs. Belangrijk voor het reformatorisch onderwijs is geweest het advies van de Onderwijsraad in 1979, waarin deze raad het reformatorisch onderwijs als een afzonderlijke denominatie erkende. Vanaf dat moment is de vereniging zich als besturenorganisatie sterker gaan profileren.

## Organisatie
De VGS heeft tot doel het bevorderen en in stand houden van het reformatorisch onderwijs. Om dit te verwezenlijken ontplooit de VGS een aantal activiteiten. De afdeling besturenorganisatie geeft invulling aan de rol van vertegenwoordiger en belangenbehartiger van het reformatorisch onderwijs bij de overheid. Tevens is ze helpdesk voor juridische vragen van de scholen en vindt er visievorming plaats over thema’s die het reformatorisch onderwijs raken. Daarnaast is er de afdeling advies die dienstverlening ten behoeve van reformatorische scholen aanbiedt op het terrein van algemeen en financieel management, personeelsbeleid en bestuur en toezicht. De derde afdeling is administratie die dienstverlening aan scholen levert op het gebied van financiële administratie en personeels- en salarisadministratie.

## Aangesloten scholen
| Primair onderwijs               | 169 |
| Speciaal (voortgezet) onderwijs | 12  |
| Voortgezet onderwijs            | 7   |
| Middelbaar beroepsonderwijs     | 1   |
| Hoger beroepsonderwijs          | 1   |

NB: de genoemde aantallen zijn per 1 oktober 2015.